# Paola del Medico
Paola Del Medico geboren als Paola Maria Augusta Del Medico (St. Gallen, 5 oktober 1950) is een Zwitserse schlagerzangeres en tv-presentatrice.

## Jeugd en opleiding
Paola del Medico is de dochter van de Italiaanse kleermaker Vittorio Del Medico en de Zwitserse Anna Sennhauser. Ze bezit zowel de Italiaanse als de Zwitserse nationaliteit. Haar muzikale opleiding bestond uit twee jaar fluit en vijf jaar piano, maar het gitaarspelen leerde ze eigenhandig. Daarnaast nam ze zang-, ballet- step- en toneelonderricht. Ze spreekt Duits, Italiaans, Spaans, Frans en Engels.

## Carrière
Haar eerste publieke optreden was in het "Congresshaus St. Gallen", bij het "Concorso Musicale per Dilettanti". Daar behaalde ze met het nummer Non ho l’eta van Gigliola Cinquetti een vierde plaats. Een jaar later won ze de Disco d’Oro (Gouden Plaat) in haar geboortestad St. Gallen. In de daaropvolgende tijd nam ze deel aan verschillende talentenconcoursen met enkele successen. Haar eerste tv-optreden had ze in de Zwitserse uitzending Talente stellen sich vor (1967) met het nummer Lui van Rita Pavone. In het daaropvolgende jaar verscheen haar eerste single Für alle Zeiten (1968), waarmee ze bij het "Intervisionsschlagerfestival" in het Tsjechische Karlsbad een 4e plaats behaalde en bij de Zwitserse voorronden van het schlagerfestival een tweede plaats. In 1969 nam ze uiteindelijk voor de eerste keer deel aan het Eurovisiesongfestival in Madrid en scoorde daar met Bonjour, Bonjour de vijfde plaats (na vier 1e plaatsen) voor Zwitserland. In de Zwitserse hitparade noteerde ze daarmee een 7e plaats. Van nu af aan was ze in de ZDF-Hitparade en andere tv-uitzendingen in Duitsland en Zwitserland een vaste gast. Tijdens het "Deutsche Schlagerwettbewerb" in Wiesbaden behaalde ze met het nummer Stille Wasser, die sind tief (1969) de 2e plaats. Ook in de daaropvolgende jaren was ze vertegenwoordigd op nationale en internationale festivals, zoals het vijfde "Festival Internacional da Canção" in Rio de Janeiro met het nummer Emporte-moi sur ton manège (1970) en het "Onda Nueva Festival" in Caracas met het nummer Tic Tac (1971). In 1977 probeerde ze het nogmaals bij het Eurovisiesongfestival met het nummer Le livre blanc, maar kwam in de Zwitserse voorronden niet verder dan een 2e plaats, achter de Pepe Lienhard-Band. Met het nummer Vogel der Nacht, waarmee ze zich kandidaat stelde voor de Duitse voorronden, behaalde ze slechts een 3e plaats. In 1980 trad ze weer aan voor Zwitserland bij het songfestival in Den Haag met het nummer Cinèma (4e plaats). In 1982 deed ze weer mee aan de voorronden voor Duitsland met het nummer Peter Pan, maar eindigde slechts op de 2e plaats, achter Nicole. In 1986 nam ze de presentatie bij de Zwitserse voorronden voor haar rekening.
In 1970 werkte Paola mee in de musical "Eusi chlii Stadt" in Zürich en in 1971 in de tv-operette Die Blume von Hawaii (ZDF). In 1972 zond de Zwitserse televisie de eerste special-uitzending, de P.-P.-Show met Paola en Pepe Lienhard, uit. Tien jaar later kwam de ARD met de special Melodien mit Paola in de serie Gute Laune mit Musik.
In 1974 nam ze balletlessen bij Samy Molcho en had ze met de nummers Capri-Fischer en Addio mein Napoli twee kleine hits in Duitsland. Haar optreden in de door Peter Frankenfeld gepresenteerde uitzending "Musik ist Trumpf", waarin ze het nummer Weisse Rosen aus Athen (1975) ten gehore bracht, kwam niet goed over bij het publiek, waarop haar platenlabel CBS Records besloot, het nummer in een andere versie uit te brengen. Haar grootste succes was de Duitse versie van het nummer Blue Bayou (7 × in de ZDF-hitparade) en het nummer Der Teufel und der junge Mann (1981, 5 weken top 10), waarmee ze met een Nederlandstalige versie samen met de Duitse jeugdgroep die haar ook in Duitsland vergezelde, optrad in de op donderdagavond 23 april 1981 uitgezonden aflevering van het TROS muziekprogramma Op Volle Toeren.
In 1990 produceerde Jack White met Paola onder het pseudoniem Raffaella een coverversie van Yes Sir, I Can Boogie (Baccara) voor het programma "Verstehen Sie Spaß?" Dit werd tevens Paola's laatste muziekopname.
In 1980 trouwde Paola met de Zwitserse tv-presentator Kurt Felix, met wie ze vervolgens de ZDF-muziekshow Lieder gehen um die Welt, daarna de SWF-tv-reeks Freitagsparty (1983, 6 afleveringen) en ten slotte van 1983 tot 1990 de zaterdagavondshow Verstehen Sie Spass? presenteerde. Het echtpaar Felix werd in een enquête van het instituut EMNID in 1988 tot het populairste presentatorenpaar gekozen. Verdere ervaringen als presentator vergaarde ze bij de voorronden van het Eurovisiesongfestival in 1986, de Zwitserse tv-show "Spüren Sie den Mai?" (1986) en diverse andere gala-evenementen.
Na haar 40e verjaardag trok Paola zich terug uit de showbusiness en woont sindsdien in Zwitserland en Italië. Af en toe is ze nog te gast bij talkshows en muziekprogramma's. Zo zong ze in 1998 in de Zwitserse tv-show Benissimo haar hit Blue Bayou in duet met Michael von der Heide. In hetzelfde jaar produceerde de MDR de show Guten Aben wünschen Paola und Kurt Felix, een vier uur durende zaterdagavondshow met uitzendingen uit de activiteiten van het echtpaar. Naar aanleiding van het succes van deze uitzending werd in 1999 een tweede, eveneens vier uur durende show uitgezonden.
In 2000, tijdens haar 50e verjaardag, werd ze nog eens gehuldigd door de pers, radio (Paola-Tag auf DRS) en televisie. Ter gelegenheid van de speciale uitzending werd een CD samengesteld met drie niet gepubliceerde nummers van Paola.
Sind 2002 is ze werkzaam als model voor de Klingel- (Duitsland) en Cornelia-catalogus (Zwitserland), sinds 2012 met haar eigen modelijn Paola!.
Paola is volgens de ultimatieve chartlijst (vanaf 1971) de succesvolste Zwitserse zangeres in Duitsland en werd samen met haar echtgenoot Kurt Felix tot de 10 beste presentatoren sinds het bestaan van de televisie gerekend.
Bij Kurt Felix werd in 2002 kanker geconstateerd. Hij overleed in 2012 aan de ziekte, die eerder overwonnen leek.

## Onderscheidingen
- 1974 - Goldener Bär
- 1981, 1982, 1983, 1986 - Goldene Stimmgabel
- 1988 - EMNID-enquete: Paola en Kurt Felix = populairste tv-presentatoren
- 1989 - Paola = populairste artieste (na Uschi Glas) in de DDR
- 1990 - Bambi
- 1990 - Platina Dubbel-Langspeelplaat
- 2006 - Glanz & Gloria Love-Award van de Zwitserse Televisie
- 2006 - ARD-kijkers kiezen Paola en Kurt Felix tot Duitslands Droompaar
- 2006 - RTL keurt Paola tot populairste Zwitserse zangeres
- 2007 - Welt-Online kiezen Paola en Kurt Felix in de lijst van twaalf populairste tv-presentatoren in de geschiedenis van de Duitse Televisie
- 2010 - Tv-kijkers kiezen Paola en Kurt Felix in de rij van de tien populairste presentatoren sinds het bestaan van de Duitse Televisie

## Discografie

### Singles
- 1967 - Flamenco Rock
- 1968 - Er kam mit einem roten Rosenstrauß
- 1968 - Für alle Zeiten
- 1968 - Regentropfen
- 1968 - Kann es verboten sein
- 1969 - Bonjour, Bonjour (Duits, Frans, Italiaans, Spaans, Portugees)
- 1969 - Vals d'amour (Duits, Frans, Italiaans, Spaans, Portugees)
- 1969 - Stille Wasser, die sind tief
- 1969 - Revolution d'amour
- 1970 - So ist das Leben
- 1970 - Auf dem Vierwaldstädter See
- 1970 - Es wysses Schiff
- 1970 - I ha hüt z'Nacht mis Herz verschenkt
- 1970 - Für uns beide (Green Green Trees)
- 1970 - Zähl die Küsse - nicht die Tränen
- 1970 - Glück und Leid
- 1970 - Manana - warte bis morgen
- 1970 - Das Leben ist ein Karussell
- 1970 - Ganz nah
- 1970 - Emporte-moi sur ton manège (Frans)
- 1970 - Ne sois pas si bete... je t'aime (Frans)
- 1971 - So wie du
- 1971 - Tic Tac
- 1971 - Überall ist Liebe (Amazing Grace)
- 1971 - Das Glück der Welt
- 1972 - Lass die Liebe besteh'n
- 1972 - Aber dann
- 1972 - Es geht um dich – es geht um mich (I’m on My Way)
- 1972 - Wo ist das Land
- 1973 - Ich tanz’ nach deiner Pfeife (The Pied Piper)
- 1973 - Ich seh' in meinem Spiegel, dass ich weine
- 1973 - Ich gestehe alles
- 1973 - Der Traum vom Meer
- 1973 - Mach die Welt zum Paradies
- 1973 - Mehr als du denkst
- 1974 - Capri-Fischer
- 1974 - Wie die Zeit vergeht
- 1974 - Addio, mein Napoli
- 1974 - Gewinnen ist leicht
- 1974 - Vaya con dios
- 1974 - Zeig mir den Stern der Liebe
- 1974 - Aloha oe
- 1974 - Ole O'cangaceiro
- 1974 - Das Spiel das wir spielen
- 1975 - Das Glück im Leben ist ein Schatz
- 1975 - Mandolinen am Meeresstrand
- 1975 - Weiße Rosen aus Athen
- 1975 - Dann kam die Liebe
- 1976 - Rendezvous um vier
- 1976 - Was heut' nicht ist
- 1976 - Schade um den Mondenschein
- 1976 - Eine rote Rose in meinem Tagebuch
- 1977 - Le livre blanc (Frans)
- 1977 - Quai Nr. 2 (Frans)
- 1977 - Morgen bekommst du mehr von mir
- 1977 - Du gehst an mir vorbei
- 1977 - Lonely Blue Boy
- 1977 - Zwischen dir und mir
- 1978 - Blue Bayou
- 1978 - Juke Box
- 1978 - Ich bin kein Hampelmann (Substitute)
- 1978 - Sommertraum
- 1978 - Nenn' es doch Liebe
- 1978 - Idaho
- 1978 - Stoney
- 1978 - Wie man sich bettet
- 1979 - Vogel der Nacht
- 1979 - Meine Reise hat ein neues Ziel
- 1979 - Wie du (Bright Eyes)
- 1979 - Ein Teil von mir
- 1980 - Ich sehe Tränen, wenn du lachst
- 1980 - Keinen Schritt vor die Tür
- 1980 - Cinéma
- 1980 - Cinéma (Frans)
- 1980 - Juke Box (Frans)
- 1980 - Mit dir leben (Love Me Tender)
- 1980 - John B. (Sloop John B.)
- 1980 - And I Love Him (Engels)
- 1980 - Ich möchte mit den wilden Adlern ziehn (El Condor Pase)
- 1980 - Eine Insel am Ende der Welt (Scarborough Fair)
- 1980 - Plaisir d'amour (Frans)
- 1980 - Mr. Tambourine Man
- 1980 - An jenem Tag mein Freund (Those Were the Days)
- 1980 - Die kleine Stadt (Green, Green Grass of Home)
- 1980 - Der Teufel und der junge Mann
- 1980 - Ein kleines Lied (Amazing Grace)
- 1981 - De duivel en de jongeman (Nederlands)
- 1981 - Liebe ist nicht nur ein Wort
- 1981 - Dafür gibt es keine Worte
- 1981 - Mein Geschenk für dich (Happy Everything)
- 1981 - Plaisir d'amour
- 1981 - Der Mai ist gekommen
- 1981 - Kein schöner Land in dieser Zeit
- 1982 - Wenn du heimkommst
- 1982 - Nimm den Mund nicht so voll
- 1982 - Peter Pan
- 1982 - Hey Miss Airport
- 1982 - Ich hab ins Paradies geseh'n (I've Never Been to Me)
- 1982 - Warnung
- 1983 - Träume mal schön von Hawaii
- 1983 - Nah am Regenbogen
- 1983 - Bitte hilf mir heute nacht
- 1983 - Er ist der Star in seiner Show
- 1983 - Rosafarben (Sarà quel che sarà)
- 1983 - Video-Liebe
- 1983 - Unser Liebestraum
- 1983 - Er
- 1983 - Mit Tränen in den Augen ist man blind
- 1983 - Santa Marguerita
- 1983 - Tränen einer Nacht
- 1984 - Engel brauchen Liebe
- 1984 - Angeli (Italiaans)
- 1984 - Die Nacht der Nächte
- 1984 - Der kalte Sommer
- 1985 - Mode
- 1985 - Walkman
- 1985 - Wahrheit und Liebe
- 1985 - Heisse Luft
- 1986 - Am Anfang einer neuen Liebe
- 1986 - Mitten im Leben
- 1987 - Die Männer im allgemeinen
- 1987 - Ich bin verliebt in den Tag mit dir
- 1989 - Rose der Nacht
- 1989 - Lachen oder weinen
- 1990 - Yes Sir, I Can Boogie (Engels)
- 2000 - Danke, dass es dich gibt
- 2000 - Die letzte Nacht mit dir
- 2000 - Santa Riva

### Albums
- 1970 - Die grossen Erfolge (lp)
- 1974 - Paola (lp)
- 1978 - Blue Bayou (lp)
- 1980 - Lieder, die ich liebe (lp)
- 1981 - Ihre grössten Erfolge (lp)
- 1981 - Frohe Weihnachten met Paola en de Trixi's (lp)
- 1983 - Rosafarben (lp)
- 1988 - Kinderlieder-Hitparade met Paola en de Sonnenschein-Kindern (lp)
- 1988 - Frohe Weihnachten met Paola en de Trixi's (cd)
- 1989 - Meine Lieder (lp, cd)
- 1990 - Ihre größten Erfolge (cd)
- 1993 - Kinderlieder-Hitparade met Paola en de Sonnenschein-Kindern (cd)
- 1993 - Blue Bayou. Ein musikalisches Portrait (cd)
- 1994 - Meine schönsten Lieder (cd)
- 1995 - Ihre großen Erfolge 2 (cd)
- 1996 - Vogel der Nacht (cd)
- 1999 - Ihre größten Erfolge (cd)
- 2000 - Paola am Blue Bayou (cd)
- 2000 - Blue Bayou (cd)
- 2001 - Einfach das Beste (cd)
- 2001 - So ist das Leben (cd)
- 2004 - Blue Bayou. Ihre größten Erfolge (cd)
- 2006 - Frohe Weihnachten met Paola en de Trixi's (cd)
- 2007 - Frohe Weihnachten met Paola en de Trixi's (cd)
- 2007 - Blue Bayou (cd)